# Скиммия

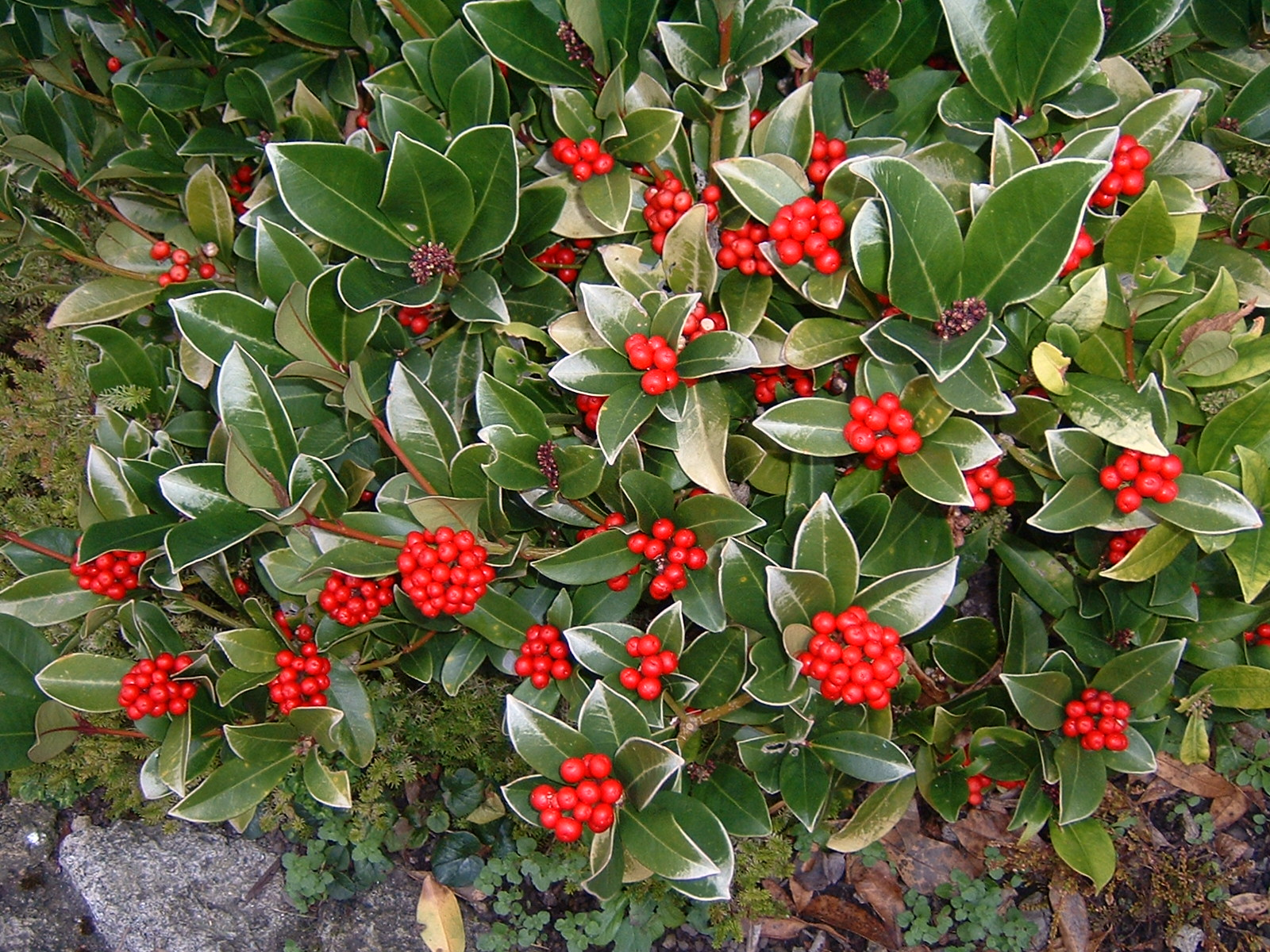
Скиммия с ягодами

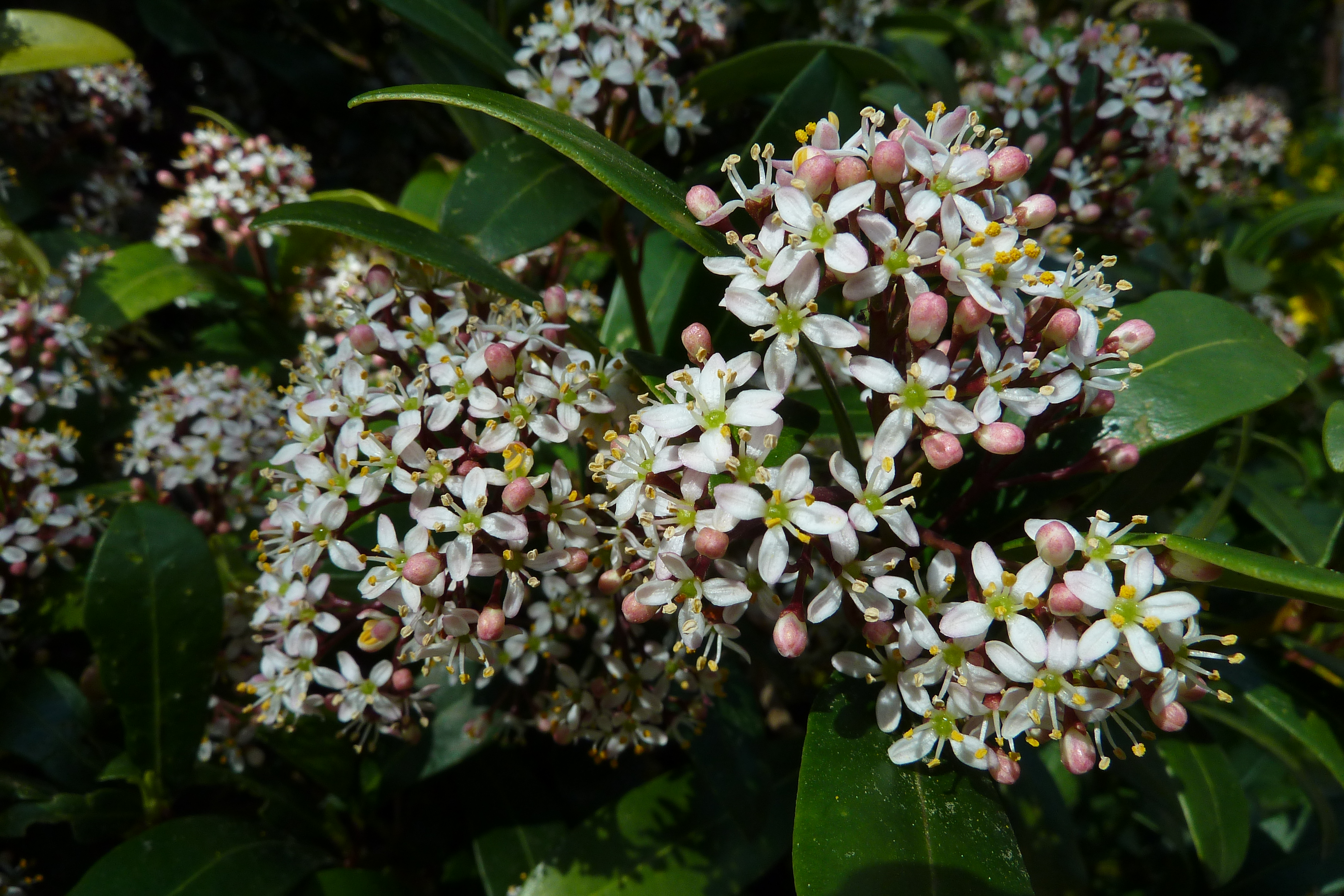
Skimmia japonica в цвету

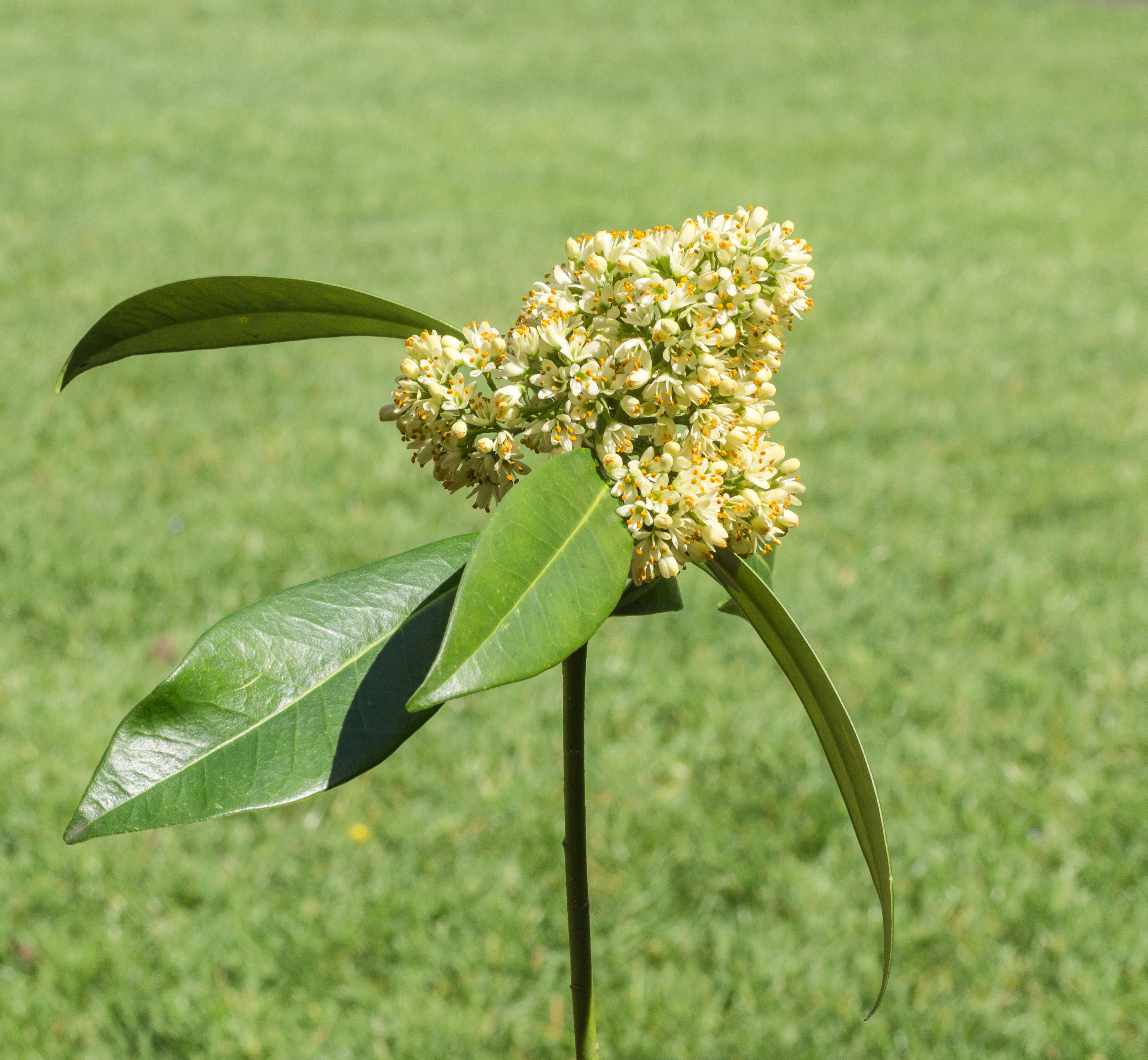
Соцветие скиммии японской

Скиммия (лат. Skimmia) — род растений, включающий четыре вида вечнозелёных кустарников и небольших деревьев семейства рутовых, произрастающих в регионах Азии с тёплым умеренным климатом.

## Описание
Листья собраны на концах побегов, простые, ланцетные, 6-2 см длиной и 2-5 см шириной, с ровным краем. Цветки формируют густые соцветия-метелки, отдельные цветки маленькие, 6-15 мм в диаметре, с 4-7 лепестками. Плоды от красных до черных, 6-12 мм в диаметре, мясистая костянка с одним семенем. Все части растения имеют резкий аромат при растирании. Ботаническое название Skimmia является латинизацией shikimi (シキミ, 樒), японского названия бадьяна анисового, а также элементом miyama shikimi (ミヤマシキミ, 深山樒), японского названия вида скиммия японская.

## Виды и подвиды
Виды и подвиды рода:
- Skimmia anquetilia N.P.Taylor & Airy Shaw. От Западных Гималаев до Афганистана. Кустарник до 2 м.
- Skimmia arborescens T.Anderson ex Gamble. Восточные Гималаи до Юго-Восточной Азии. Кустарник или небольшое дерево до 15 м высотой.
- Skimmia japonica[англ.] Thunb. Япония, Китай. Кустарник до 7 м.
  - Skimmia japonica subsp. distincte-venulosa (Hayata) TCHo
  - Skimmia japonica вар. lutchuensis (Nakai) Т. Ямаз.
  - Skimmia japonica subsp. reevesiana (Fortune) N.P.Taylor и Эйри Шоу
- Скиммия лавровая (DC.) Декне. От Непала до Вьетнама и Китая. Кустарник или небольшое дерево до 13 м высотой.
  - Skimmia laureola subsp. lancasteri N.P.Taylor
  - Skimmia laureola subsp. multinervia (CCHuang) N.P.Taylor & Airy Shaw

## Выращивание
Скиммии широко используют как садовые растения из-за их листвы, цветов и эффектных красных плодов. Их выращивают в тени, на влажных, хорошо дренированных, богатых гумусом почвах. Они устойчивы как к засухе, так и к загрязнению воздуха. Существует большое количество сортов растения:
- Skimmia japonica 'Изумрудный король'
- Skimmia japonica 'Fragrans'
- Skimmia japonica 'Гном Годри'
- Skimmia japonica 'Keessen'
- Skimmia japonica 'Кью Уайт'
- Skimmia japonica 'Ниманс'
- Skimmia japonica 'Rubella'
- Skimmia japonica 'Рубинетта'
- Skimmia japonica 'Рубиновый купол'
- Skimmia japonica 'Wanto'
- Skimmia japonica 'Белая Герпа'
- Skimmia japonica 'Veitchii'
- Skimmia japonica subsp. reevesiana 'Руби Кинг'
- Skimmia × confusa 'Kew Green' (S. anquetilia × S. japonica)